# Marabú caragroc
El marabú caragroc (Leptoptilos dubius) és una espècie d'ocell de la família dels cicònids que hom pot observar en zones d'aiguamolls, cultius inundats, llacs i boscos poc densos al nord-est de l'Índia i Bangladesh, Myanmar, Tailàndia i Indoxina.